# Kaimakli
Kaimakli (en griego: Καϊμακλί; en turco: Kaymaklı o Büyük Kaymaklı) es un gran suburbio del noreste de Nicosia, Chipre. Desde 1968, pertenece a la Municipalidad de Nicosia. Su población en 2011 era de 11.564 habitantes.

## Etimología
Parece que Kaimakli deriva de "kaymak" que en turco significa la "espuma en una taza de café". Sin embargo Rubert Gunnis afirma que el barrio debe su nombre a una granja que producía nata que también en turco se dice kaymak.

## Historia
Kaimakli tiene dos iglesias, Santa Bárbara y Arcángel Miguel, que también es un cementerio. En Santa Bárbara hay algunos iconos antiguos interesantes, por ejemplo, uno de la Virgen María datado en 1763.
En el siglo XIX y XX los habitantes de Kaimakli eran conocidos por sus habilidades en la construcción y el trabajo. En 1878, cuando los británicos llegaron se encontraron con que los venecianos habían desviado el río Pedieos hacia al norte de la ciudad, pero el antiguo cauce del río seguía discurriendo por el centro, creando una alcantarilla y un vertedero a cielo abierto, que a veces inundaba las calles de los alrededores. En 1881 el lecho del río estaba cubierto y el municipio ofreció la propiedad de la zona cubierta a los obreros preparados para emprender el trabajo. Gran parte de la zona fue edificada por los constructores de Kaimakli que construyeron Hermes Street. Muchas de las tiendas construidas fueron luego entregadas a los albañiles como recompensa por su trabajo.

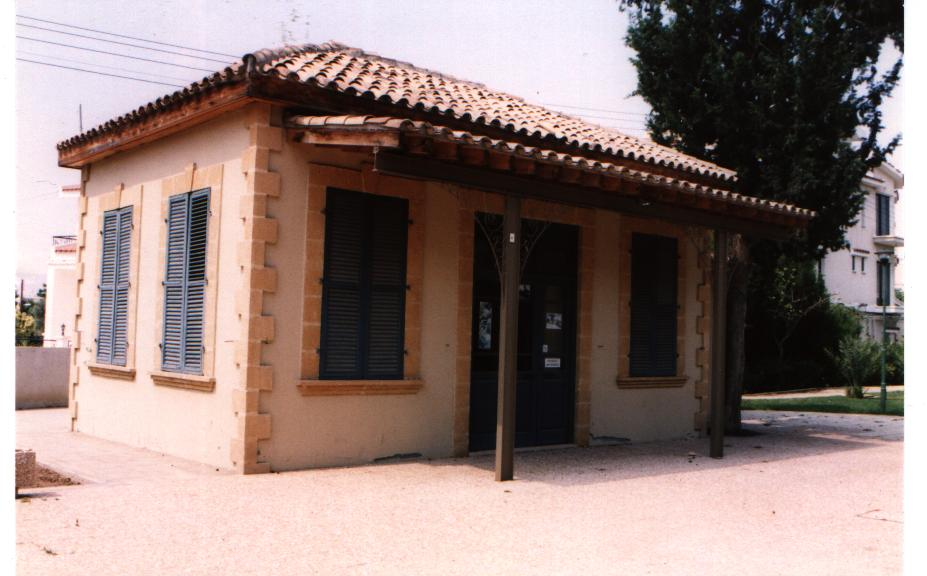
Estación de tren de Kaimakli

El Cyprus Government Railway (sección 1) fue construido en 1905 y la línea pasaba a través de Kaimakli hacia Nicosia. La línea y la estación fueron cerradas el 31 de diciembre de 1951. La estación fue restaurada en 1995 y un Parque lineal fue construido a lo largo de más de un kilómetro del viejo trazado.

## Industria
Regis Milk Industries, que es el mayor productor de helados en la isla tiene su fábrica situada en este suburbio.

## Deporte
Achilleas es un club de baloncesto chipriota fundado en 1943 y que hoy en día participa en las divisiones de baloncesto, voleibol y tenis de mesa. Ha sido una parte fundamental de la comunidad en el suburbio. El club lleva el nombre de Aquiles (Ἀχιλλεύς) una figura legendaria de la mitología griega.